# Imouzzer des Ida-Outanane
Imouzzer des Ida-Outanane oder nur Immouzer (Taschelhit ⵉⵎⵓⵣⴻⵔ ⵉⴷⴰ ⵓ ⵜⴰⵏⴰⵏⴻ) ist eine etwa 4000 Einwohner zählende Bergoase und Landgemeinde (commune rurale) in der Region Souss-Massa im Südwesten Marokkos.

## Lage
Imouzzer liegt am Flüsschen Assif Tinkert in einem Hochtal der westlichen Ausläufern des Hohen Atlas etwa 56 Straßenkilometer nordöstlich von Agadir. Die auch von Bussen befahrene Anfahrt führt über den nördlich von Agadir gelegenen Küstenort Aourir und von dort in nordöstlicher Richtung über eine kurvenreiche Strecke entlang des Oued Assersif.

## Bevölkerung
| Jahr      | 1994 | 2004 | 2014 | 2024 |
| Einwohner | 6370 | 6305 | 5402 | 4087 |

Die Bevölkerung besteht hauptsächlich aus Berbern vom Stamm der Ida Ou Tanane (Taschelhit ⵉⴷⴰ ⵓ ⵜⴰⵏⴰⵏⴻ), die hauptsächlich ihren einheimischen Dialekt (Tachelhit) sprechen.

## Wirtschaft
Neben der eher zur Selbstversorgung betriebenen Feldwirtschaft spielt die Dattel- und Honigproduktion eine wichtige Rolle im Wirtschaftsleben der Gemeinde. Seit den 1970er Jahren ist auch der Tourismus eine wichtige Einnahmequelle der Bewohner, denn mittlerweile verbringen auch Marokkaner aus Agadir und Umgebung im Sommer die Wochenenden oder ein paar Tage in der deutlich kühleren Bergregion.

## Geschichte
Zur Ortsgeschichte von Imouzzer gibt es – wie in nahezu allen Berberregionen Marokkos – keine verlässlichen Informationen. Man kann davon ausgehen, dass die Gegend zuerst von Nomaden (Transhumanten) mit ihren Schaf- und Ziegenherden entdeckt und erkundet wurde. Der allmähliche Prozess der Sesshaftwerdung begann möglicherweise erst vor etwa 1000 Jahren.

## Sehenswürdigkeiten
- Das Ortsbild mit seinen von Bergen umgebenen weißgetünchten Häusern ist durchaus sehenswert; gleiches gilt auch für die üppig grüne Umgebung, in der Dattelpalmen, Arganienbäume, verschiedene Kakteenarten, wilder Thymian, Lavendel etc. wachsen.
- Spaziergänge durch die Palmenhaine und entlang der kleinen Felder mit Gerste, Bohnen und anderem Gemüse sind vor allem im zeitigen Frühjahr (Februar/März) empfehlenswert.
- Etwa vier Kilometer in nordwestlicher Richtung von Imouzzer entfernt befinden sich zwei Wasserfälle („Brautschleier“), die besonders im Frühjahr zur Zeit der Mandelblüte sehr schön anzusehen sind.
- Die Route du Miel (Honigstraße) führt durch mehrere Ortschaften entlang der Strecke von Agadir und in der Umgebung von Imouzzer.
- Das Leben in den Nachbardörfern (z. B. im sechs Kilometer westlich gelegenen Timkatti) ist noch deutlich ursprünglicher als in Imouzzer.
- Wochenmarkt: Bauern und Händler aus der Umgebung kommen zum Teil mit dem Esel ins Dorf. An den Wochenmarkttagen ist die Krankenstation mit einer aus Agadir anreisenden Ärztin besetzt, die Tachelhit beherrscht.

## Feste
Alljährlich im August findet das Honigfest (Moussem du Miel) statt, eine regional bedeutsame touristische Veranstaltung verbunden mit einem Marktgeschehen, in dessen Rahmenprogramm auch verschiedene folkloristische und musikalische Darbietungen zu sehen sind.